# Paris, vin și dragoste
Paris, vin și dragoste (titlu original: Paris, Wine and Romance, cunoscut și ca A Paris Romance) este un film american de comedie de dragoste din 2019 regizat de Alex Zamm după un scenariu de Joelle Sellner și Alex Wright. Este un film original produs de Hallmark Channel. Rolurile principale au fost interpretate de actorii Jen Lilley și Dan Jeannotte.

## Distribuție
- Jen Lilley - Isabella
- Dan Jeannotte - Jacques
- Roxanne McKee - Lacey
- Michael D. Xavier - Maurice
- Lolita Davidovich - Margot
- Greg Canestrari - Travis
- Pierre Rousselet - Phillipe
- Alexandra Guelff - Christina
- Maxim De Villiers - Luc
- Charlie Anson - Jonathan
- Edward Baker-Duly - Anton
- Atanas Srebrev - Henri
- Kitodar Todorov - Pierre
- Sava Dragunchev - Planner
- Rob Kelty - Mick
- Bogdana Kotareva - Check-In Person
- Emilia Klayn - Volunteer (ca Emiliana Klayn)
- Pavel Douglas - Master Perfumer